# Чемпионат мира по современному пятиборью 2011
Чемпионат мира по современному пятиборью 2011 прошёл 8—14 сентября 2011 года в Москве Россия в спорткомплексе «Олимпийский».
Мировое первенство по современному пятиборью проходит в Москве в четвёртый раз после 1961, 1974 и 2004 годов.
Изначально чемпионат мира по современному пятиборью 2011 должен был пройти в Египте, но из-за нестабильной политической обстановки Международная федерация современного пятиборья приняла решение перенести чемпионат. 25 марта 2011 года российская «заявка» победила.
Впервые в истории мирового современного пятиборья все дисциплины проходили под крышей одного спорткомплекса, и площадки для соревнований находились на расстоянии, очень близком друг к другу. Кроме того, этот чемпионат проводился по обновленным правилам, с использованием нового вида оружия и лазерных мишеней.

## Расписание чемпионата
| Дата                     | Мужчины                                                    | Женщины                                                    |
| ------------------------ | ---------------------------------------------------------- | ---------------------------------------------------------- |
| Четверг, 8 сентября      |                                                            | Индивидуальные соревнования. Квалификация (полуфиналы)     |
| Пятница, 9 сентября      | Индивидуальные соревнования. Квалификация (полуфиналы)     |                                                            |
| Суббота, 10 сентября     |                                                            | Финалы: Индивидуальные соревнования Командные соревнования |
| Воскресенье, 11 сентября | Финалы: Индивидуальные соревнования Командные соревнования |                                                            |
| Понедельник, 12 сентября | Финалы: Смешанная эстафета                                 | Финалы: Смешанная эстафета                                 |
| Вторник, 13 сентября     |                                                            | Финалы: Эстафета                                           |
| Среда, 14 сентября       | Финалы: Эстафета                                           |                                                            |

## Общий медальный зачёт
| Место | Страна           | Золото | Серебро | Бронза | Всего |
| ----- | ---------------- | ------ | ------- | ------ | ----- |
| 1     | Венгрия          | 2      | 3       | 1      | 6     |
| 2     | Россия           | 2      | 2       | 1      | 5     |
| 3     | Украина          | 2      | 0       | 2      | 4     |
| 4     | Германия         | 1      | 1       | 0      | 2     |
| 5     | Республика Корея | 0      | 1       | 0      | 1     |
| 6     | Литва            | 0      | 0       | 2      | 2     |
| 7     | Италия           | 0      | 0       | 1      | 1     |
| Всего | Всего            | 7      | 7       | 7      | 21    |

## Медалисты

### Мужчины
| Дисциплины           | Золото                                            | Золото | Серебро                                               | Серебро | Бронза                                                         | Бронза |
| -------------------- | ------------------------------------------------- | ------ | ----------------------------------------------------- | ------- | -------------------------------------------------------------- | ------ |
| Индивидуальный зачёт | Андрей Моисеев Россия                             | 5964   | Александр Лесун Россия                                | 5944    | Адам Мароши Венгрия                                            | 5924   |
| Командный зачёт      | Россия Александр Лесун Илья Фролов Сергей Карякин | 17588  | Венгрия Адам Мароши Роберт Каса Бенце Деметер         | 17560   | Италия Риккардо Де Лука Ауро Франческини Никола Бенедетти      | 16596  |
| Эстафета             | Венгрия Роберт Каса Адам Мароши Петер Тибоя       | 6536   | Республика Корея Ли Чун-Хуан Хонг Джинву Хванг Вуджин | 6492    | Украина Павел Кирпулянский Павел Тимошенко Александро Мордасов | 6456   |

### Женщины
| Дисциплины           | Золото                                           | Золото | Серебро                                          | Серебро | Бронза                                                         | Бронза |
| -------------------- | ------------------------------------------------ | ------ | ------------------------------------------------ | ------- | -------------------------------------------------------------- | ------ |
| Индивидуальный зачёт | Виктория Терещук Украина                         | 5544   | Шаролта Ковач Венгрия                            | 5512    | Лаура Асадаускайте Литва                                       | 5504   |
| Командный зачёт      | Германия Лена Шёнеборн Анника Шлеу Ева Траутманн | 16044  | Венгрия Шаролта Ковач Лейла Дeнешеи Адриенн Тот  | 15928   | Россия Евдокия Гречишникова Юлия Колегова Екатерина Хураськина | 15788  |
| Эстафета             | Венгрия Шаролта Ковач Лейла Дeнешеи Адриени Тот  | 5726   | Германия Лена Шёнеборн Ева Траутманн Анника Шлеу | 5620    | Украина Виктория Терещук Ганна Буряк Наталья Левченко          | 5576   |

### Смешанные
| Дисциплины | Золото                                        | Золото | Серебро                                    | Серебро | Бронза                                    | Бронза |
| ---------- | --------------------------------------------- | ------ | ------------------------------------------ | ------- | ----------------------------------------- | ------ |
| Эстафета   | Украина Виктория Терещук Дмитрий Кирпулянский | 6212   | Россия Евдокия Гречишникова Сергей Карякин | 6148    | Литва Лаура Асадаускайте Юстинас Киндерис | 6096   |